# Kevin Power
Kevin Clark Power (Gravesend, 1944 - Santander, 16 de agosto de 2013) fue un crítico de arte, poeta, traductor, editor y catedrático de literatura hispano-británico.

## Biografía

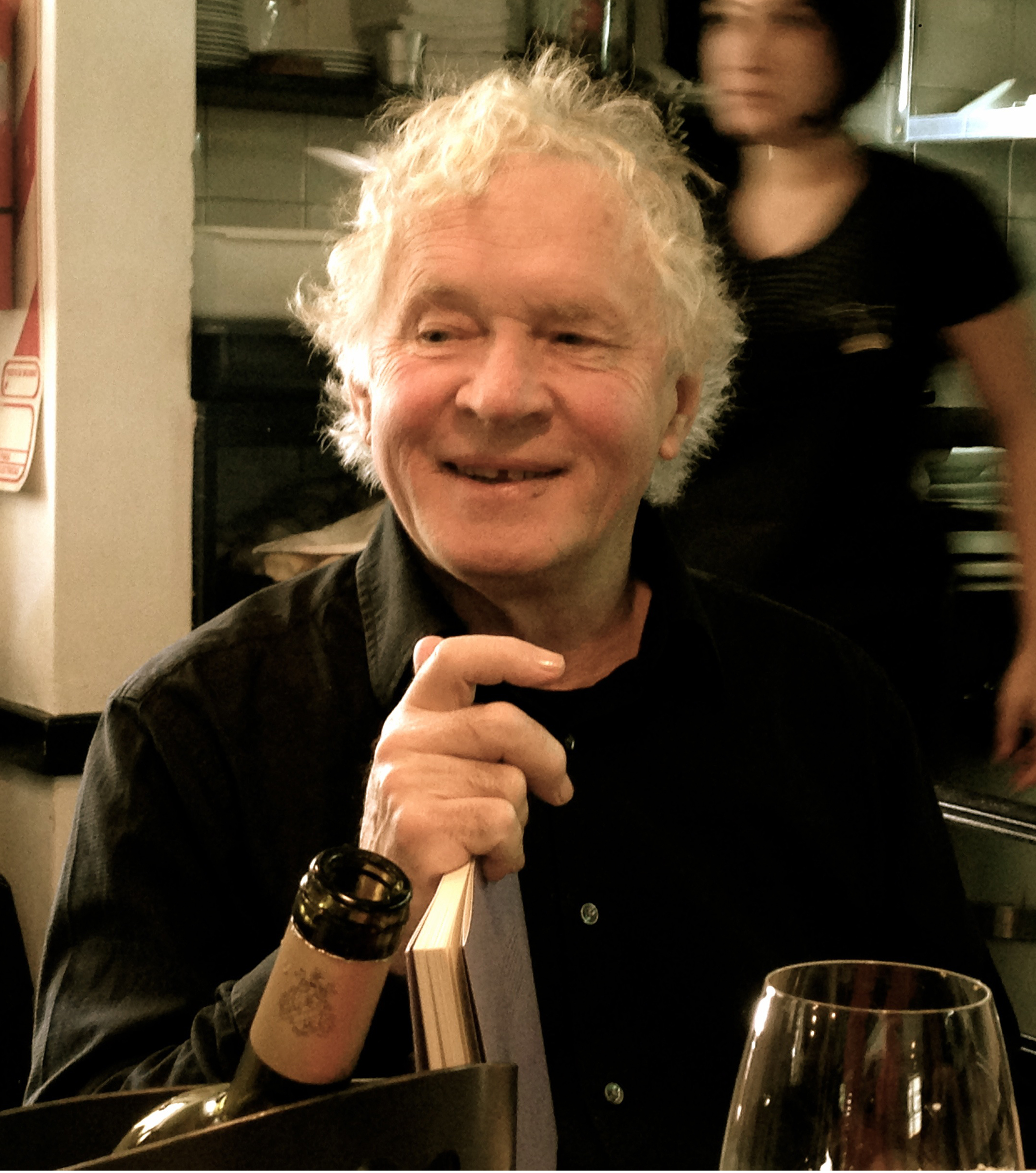
Kevin Power (Buenos Aires, 2013)

Graduado en arte en el Reino Unido, amplió estudios sobre literatura en Estados Unidos y recaló en España en la década de 1980. Allí entró en contacto con los movimientos artísticos emergentes de la Transición. Así, se implicó en la extensión y expresión artística por toda España. Fue cofundador de la revista Figura desde Sevilla, con la que colaboró desde 1983 hasta 1988; trabajó con la mayoría de las instituciones museísticas y de artes plásticas como comisario de exposiciones y preparó montajes de exposiciones colectivas o individuales en España de muchos artistas, llegó a la subdirección de Conservación, Investigación y Difusión del Museo Nacional y Centro de Arte Reina Sofía, fue asesor de la Junta de Andalucía, profesor invitado en la Universidad de La Laguna, en la de Valladolid, en el Instituto Superior de Artes de La Habana, en la Universidad de Buffalo, en la de San Diego y en la de Tucumán, y como experto en literatura anglosajona, accedió por oposición a la cátedra de Literatura norteamericana en la Universidad de Alicante.
Fue, además, autor de múltiples ensayos sobre arte en revistas especializadas, cofundó junto a su compañera la editorial Pisueña Press y publicó varios libros, entre ellos:
- Una poética activa (1976)
- Una imagen profunda (1984)
- Conversaciones con pintores (1986)
- Geometría y visión (1996)
- Textos críticos del nuevo arte cubano (2007)
- Pensamiento crítico en el arte latinoamericano (2007).

Sobre su polifacética y múltiple trayectoria personal y profesional, Juan Bosco Díaz-Urmeneta ha señalado:

Kevin Power extendió su reflexión a formas de arte muy distintas. Buen conocedor de la pintura y en general de lo que, impropiamente, aún seguimos llamando artes plásticas (fue subdirector del Museo Reina Sofía), era sobre todo experto en literatura anglosajona, con detallados estudios sobre poesía norteamericana.